# Bobadilla del Campo
Bobadilla del Campo település Spanyolországban, Valladolid tartományban.  Lakosainak száma 284 fő (2024).

## Népesség
A település népessége az utóbbi években az alábbiak szerint változott:
| Lakosok száma | 398  | 385  | 360  | 335  | 314  | 316  | 304  | 293  | 281  | 284  |
|               | 2001 | 2004 | 2007 | 2009 | 2012 | 2014 | 2017 | 2019 | 2022 | 2024 |